# Celestus anelpistus
Celestus anelpistus es una especie de lagarto anguido de La Española, estrechamente relacionado con C. warreni. No obstante, las distribuciones conocidas de las dos especies están separadas unos 193 km aproximadamente. Estas especies no difieren mucho en las características que conciernen a la escutelación, pero son muy diferentes en  pigmentación y el patrón en su piel. 

## Anatomía y morfología
Celestus anelpistus puede alcanzar una longitud hocico-cloaca de 285 mm y pesar entre 500 y 600 g. Su dorso es color marrón, la cabeza no tiene un color apreciablemente diferente al del resto del cuerpo. Posee nueve líneas oscuras longitudinales en el cuello; 17 chevrones ampliamente abiertos de color marrón oscuro, con una angulación medial débil, cada una de aproximadamente 3 a 4 escamas de ancho, en la parte posterior, estas bandas desaparecen en los lados que están algo manchados, las escamas se vuelven más oscuras ventralmente, de modo que entre el pecho y la cloaca las escamas individuales tienen centros de color marrón oscuro y bordes claros.

## Antecedentes
En julio de 1977, un científico que trabajaba en el Parque Zoológico Nacional, envió a Albert Schwartz (especialista en lagartos, que describió D. warreni) una fotografía de una gran diploglosina una de cuatro capturadas en un lugar cerca de Villa Altagracia, en la provincia de San Cristóbal, República Dominicana. En la fotografía del espécimen vivo se podía apreciar su gran dimensión, y Schwartz no dudó en identificarlo como D. warreni, a pesar de la brecha de unos 300 km entre las estaciones haitianas y dominicanas de la especie. Cuando el espécimen murió, Schwartz lo inspeccionó, y aunque superficialmente el lagarto se asemejaba a D. warreni, morfológicamente eran diferentes. En total se capturaron 2 hembras y 2 machos, y al tiempo las hembras tuvieron 42 crías,

## Distribución
Esta especie es endémica de la República Dominicana y solo se conoce la especie tipo, recolectada en el municipio de Villa Altagracia, provincia de San Cristóbal. Esta localidad no es conocida por ser un centro de endemismo. La presencia de diferentes especies grandes de Celestus en el norte de La Española sugiere que siempre pudo haber estado ausente al menos en esta área.

## Ecología
Poco se sabe de la ecología, hábitos, comportamiento y preferencias de hábitat de esta especie, ya que desde que fue colectada en 1977, no se ha vuelto a ver ningún ejemplar en su ambiente natural, ni vivo ni muerto. Sin embargo se sabe que la zona donde fue recolectado era una zona boscosa de aproximadamente 1 km de ancho y  25 km de largo antes de que comenzara el desmonte. La zona estaba bordeada al oeste por colinas sin árboles utilizadas como pastizales para el ganado, y al este por campos de caña de azúcar. También tenía  un pequeño riachuelo que corría paralelo a los cerros. El árbol dominante parece haber sido "jabilla" (Hura crepitans), algunas con troncos de casi 1 m de diámetro. Las bromelias (Tillandsia sp.) eran comunes en las ramas de estos árboles, junto con algunas orquídeas (Epidendrumsp.).

## Ciclo de vida
Existen dudas sobre ciclo su ciclo de vida, sin embargo, Celestus warreni, especie hermana de C. anelpistus, es muy longevo, llegando a vivir más de 20 años.

## Conservación
Esta especie está clasificada como especie en peligro crítico de extinción (posiblemente extinta) debido a su extensión limitada (conocida en una sola localidad) y ocurre en una sola ubicación, y se presume que cualquier población sobreviviente está experimentando una disminución continua en la extensión y calidad de su hábitat. El hábitat natural en la localidad tipo ha sido esencialmente destruido, aunque si la especie ocurriera más ampliamente, se puede inferir una disminución continua en la extensión y calidad de su hábitat. Un avistamiento reportado de un lagarto gigante de 2004 podría haber sido de Celestus anelpistus, sin embargo, la supervivencia continua de esta especie requiere ser confirmada.